# دنیس لا
دنیس لا (به انگلیسی: Denis Law)‏ (زادهٔ ۲۴ فوریه ۱۹۴۰ – درگذشتهٔ ۱۷ ژانویهٔ ۲۰۲۵) بازیکن فوتبال بود که کارنامه درخشانی بین دهه ۵۰ تا دهه ۷۰ به عنوان مهاجم از خود به جای گذاشته‌است. بیشتر شهرت لا به دلیل یازده سال بازی در تیم منچستر یونایتد است که رکورد خارق‌العاده ۲۳۷ گل در ۴۰۹ بازی را از خود به جای گذاشت و به همین دلیل به لقب "پادشاه" و "لامن" که بیشتر هواداران از آن استفاده می‌کنند شناخته می‌شود. او تنها اسکاتلندی تاریخ است که موفق شده به عنوان بهترین بازیکن فوتبال اروپا دست پیدا کند. او همچنین بعد از بابی چارلتون و وین رونی سومین گلزن برتر تاریخ باشگاه منچستر یونایتد نیز محسوب می‌شود.    
رکورد بیشتر گل زده در یک فصل با ۴۶ گل زده نیز در اختیار او می‌باشد. در اسکاتلند نیز لا در کنار کنی داگلیش هر دو با ۳۰ گل زده بهترین گلزن تاریخ تیم ملی محسوب می‌شوند اما بخاطر میانگین گلزنی بهتر لا، رسانه‌ها او را به این عنوان انتخاب می‌کنند.    
مثلث افسانه‌ای او در کنار سر بابی چارلتون و جرج بست توانست لیگ‌قهرمان ۱۹۶۸ را با منچستريونايتد کسب کند؛ هر سه آنها موفق به کسب توپ طلا شدند. 

## سابقه باشگاهی

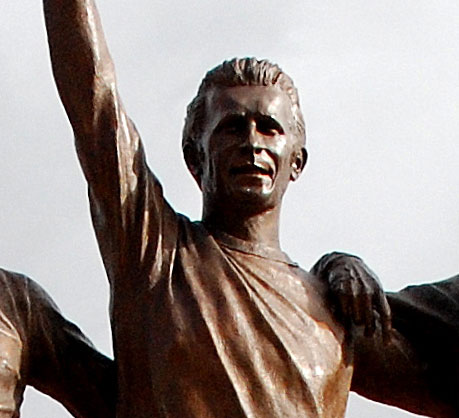
تصویر او در سال 2011 مجسمه سنگی آهنی که یادبود گل های باشکوه در دوران اوجش بود.

لا بازی خود را از باشگاه هادرسفیلد تاون آغاز کرد. او در سال ۱۹۶۰ با رکورد ۵۵۰۰۰ پوند از هادرزفیلد به منچستر سیتی پیوست. بعد از یک سال بازی در منچستر سیتی لا با مبلغ ۱۱۰۰۰۰ پوند به تیم ایتالیایی تورینو پیوست اما بعد از گذشت چند ماه بازی ناموفق در این تیم در سال ۱۹۶۲ با مبلغ ۱۱۶۰۰۰ پوند به منچستر یونایتد پیوست. چند سال بعد قدرت گلزنی و همکاری وی با جورج بست و بابی چارلتون دو عنوان لیگ را در سال‌های ۱۹۶۵ و ۱۹۶۷ برای منچستر یونایتد به ارمغان آورد. مثلث جورج بست، بابی چارلتون و دنیس لا در تاریخ لیگ برتر به تثلیث مقدس معروف است. لا در بازی‌های اروپایی نیز قدرت گلزنی خود را با چهار هت تریک نشان داد اما جشن پیروزی فینال جام اروپایی ۱۹۶۸ را به خاطر آسیب دیدگی از دست داد. وی در سال ۱۹۷۳ به منچسترسیتی بازگشت. دنیس لا در همان سال بازنشسته شد.

## سابقه ملی
لا اولین بازی ملی خود را در سن ۱۸ سالگی انجام داد و اگرچه تنها در یک دوره جام جهانی (۱۹۷۴ )بازی کرد، ۳۰ گل برای کشورش به ثمر رساند. او برای بازی در تیم فیفا «بقیه‌ی جهان» انتخاب شد که در سال ۱۹۶۳ مقابل انگلستان به میدان رفت و در بازی گلزنی هم کرد.